# Marshall County (Minnesota)
Marshall County is een county in de Amerikaanse staat Minnesota.
De county heeft een landoppervlakte van 4.590 km² en telt 10.155 inwoners (volkstelling 2000). De hoofdplaats is Warren.